# Róbert Boženík
Róbert Boženík (* 18. November 1999 in Terchová) ist ein slowakischer Fußballspieler, der seit Januar 2020 beim niederländischen Erstligisten Feyenoord Rotterdam unter Vertrag steht. Der Stürmer ist seit Juni 2019 slowakischer Nationalspieler.

## Karriere

### Vereine
Boženík wechselte im Jahr 2009 von seinem Heimatverein FK Terchová in die Jugendakademie des MŠK Žilina. Im Alter von 16 Jahren debütierte er am 17. April 2016 bei der 0:1-Heimniederlage gegen den NFL Partizán Bardejov in der Reservemannschaft. Sein erstes Tor in der zweithöchsten slowakischen Spielklasse erzielte er am 24. August beim 3:2-Heimsieg gegen den FK Pohronie. In der Saison 2016/17 kam er in unregelmäßigen Abständen zum Einsatz und hatte am Ende elf Einsätze zu Buche stehen. In der nächsten Spielzeit 2017/18 machte er in 11 Ligaspielen sechs Treffer.
Zur Saison 2018/19 wurde Boženík in die erste Mannschaft befördert und gab bereits am 28. Juli 2018 (1. Spieltag) sein Debüt in der Fortuna liga. Beim 2:0-Heimsieg gegen den FC Nitra erzielte er einen Treffer. Weitere Treffer folgten in den nächsten Spielen gegen den FK AS Trenčín und ŠKF Sered folgten. In der Folge etablierte er sich als Stammspieler und erzielte bis Saisonende in 32 Ligaspielen 13 Tore.
Am 27. Januar 2020 wechselte Boženík für eine Ablösesumme in Höhe von fünf Millionen Euro zum niederländischen Erstligisten Feyenoord Rotterdam, wo er einen 4-1/2-Jahres-Vertrag unterzeichnete. Sein Debüt bestritt der Slowake am 1. Februar (21. Spieltag) beim 3:0-Heimsieg gegen den FC Emmen, als er in der 82. Spielminute für Luis Sinisterra eingewechselt wurde. Zwei Wochen später (23. Spieltag) traf er in der 88. Spielminute zum 4:3-Auswärtssieg gegen PEC Zwolle. Aufgrund der verkürzten Saison 2019/20 bestritt er nur 5 Ligaspiele, in denen ihm zwei Tore und eine Vorlage gelangen.
Am 30. August 2021 wechselte er auf Leihbasis für eine Saison zu Fortuna Düsseldorf.
Im Juli 2022 wechselte er, wieder auf Leihbasis, zum portugiesischen Erstligisten Boavista Porto.

### Nationalmannschaft
Róbert Boženík repräsentierte sein Heimatland in diversen Juniorennationalmannschaften.
Am 7. Juni 2019 debütierte er für die slowakische Fußballnationalmannschaft, als er beim 5:1-Heimsieg im freundschaftlichen Länderspiel gegen Jordanien zweiten Halbzeit für Pavol Šafranko eingewechselt wurde. Am 9. September erzielte er beim 2:1-Auswärtssieg gegen Ungarn im Qualifikationsspiel zur Europameisterschaft 2020 sein erstes Länderspieltor. Für die aufgrund der COVID-19-Pandemie auf 2021 verlegte Europameisterschaft stand Boženík im slowakischen Kader, kam aber mit diesem nicht über die Gruppenphase hinaus.